# My Name Is Tanino
My Name Is Tanino è un film del 2002 diretto da Paolo Virzì.
Il film è stato girato tra Castellammare del Golfo, San Vito Lo Capo, New York, Toronto e rappresenta il debutto dell'attrice canadese Rachel McAdams, che interpretò Sally.

## Trama
Gaetano Mendolia, detto Tanino, è un ragazzo nato a Castelluzzo del Golfo, piccola località marittima della provincia di Trapani, in Sicilia. Studia cinematografia a Roma, covando l'ambizione di poter diventare in futuro un regista. Un'estate conosce Sally, una ragazza americana con la quale avrà una breve storia. Al termine della stagione, Sally deve tornare a Seaport, cittadina di fantasia del Rhode Island, ma dimentica la sua videocamera e Tanino, con il pretesto di restituirgliela ma anche per evitare il servizio di leva, parte pochi giorni dopo per gli Stati Uniti, in piena notte e senza avvisare nessuno.
Da quel momento vivrà una serie infinita di peripezie: all'aeroporto viene travolto dai festeggiamenti dei chiassosi parenti italo-americani, i Li Causi, divertenti ma anche un po' loschi. Scappato da loro, porterà il caos nella "perfetta" famiglia protestante di Sally, poi si farà strada fidanzandosi suo malgrado con la prosperosa e viziata figlia del sindaco di Seaport (italo-americano) conosciuta a un party. Infine, dopo fughe dall'FBI e viaggi in treno (sul tetto), arriverà nella meta degli Stati Uniti per eccellenza: New York. Qui incontrerà il suo regista idolo da sempre, Seymour Chinawsky (emulo per nome e stile di Charles Bukowski), ormai ridotto sul lastrico, il quale muore subito dopo avergli promesso di fare un film con lui.
Sballottato di qua e di là senza capirne il motivo, Tanino esce sempre vincitore da queste strane situazioni proprio per la sua ingegnosità. Ha percorso un viaggio lontano, ma anche vicino, dentro di sé alla ricerca della propria identità e del proprio futuro.

## Riconoscimenti
Questo film è riconosciuto come d'interesse culturale nazionale dalla Direzione generale Cinema e audiovisivo del Ministero per i beni e le attività culturali e per il turismo italiano, in base alla delibera ministeriale del 7 maggio 2001.